# آراکن پاتسکا
آراکن پاتسکا (انگلیسی: Araken Patusca؛ ۱۷ ژوئیهٔ ۱۹۰۵ – ۲۴ ژانویهٔ ۱۹۹۰) یک بازیکن فوتبال اهل برزیل بود. 